# 海姆·拉斯科夫
海姆·拉什科弗（希伯來語：‎；1919年—1982年12月8日）是是一名以色列军官，曾任以色列国防军第五任参谋长、空军总司令。